# ماثيو بيري (محامي)
ماثيو بيري (بالإنجليزية: Matthew Berry)‏ هو محامي أمريكي، ولد في 27 سبتمبر 1972.